# Málinec
Málinec (maďarsky Málnapatak, zastarale Szamotercs) je obec v okrese Poltár v Banskobystrickém kraji na Slovensku. Leží na jihozápadním úpatí Slovenského rudohoří v údolí řeky Ipeľ. Nejbližším městem je Poltár, vzdálený 13 km na jihovýchod. Žije zde přibližně 1 400 obyvatel.

## Historie
První písemná zmínka o obci pochází z roku 1544. V letech 1554 až 1593 byla obec pod tureckou nadvládou. V roce 1852 zde vznikly 4 sklárny.

## Pamětihodnosti
V obci se nachází jednolodní klasicistní evangelický kostel s představěnou věží z roku 1795, zděná zvonice čtvercového půdorysu z roku 1659 a lidová dřevěnice z druhé poloviny 19. století.

## Osobnosti
- Michal Bakuľa (1911–1983), politik
- František Dostalík (1896–1944), hudební skladatel